# Petri György-díj

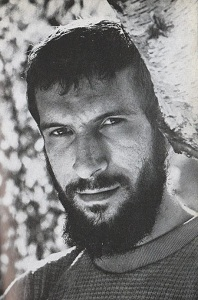
Petri György a Szép versek című antológiában. (Balla Demeter fotója, 1971.)

A Petri György-díjat Petri György magyar költő halálának tizedik évfordulóján, 2010-ben hozta létre az N&N Galéria Alapítvány, amelyet minden évben Petri György születése évfordulóján, december 22-én adnak át. A díjra olyan – elsősorban fiatal – költő, író, drámaíró vagy esszéíró esélyes, akinek még nem jelent meg önálló kötete. A díjazás alapvető szempontja minden esetben a művek eredetisége, szellemisége, formavilága. Maga a díj kettős: a díjazott megkapja a Petri György élőmaszkja nyomán készült papírszobrot (a mű címe: Bookend), Louise McCagg, Robin Ami Silverberg és Böröcz András alkotását, a Magvető Kiadó pedig megjelenteti a szerző első kötetét.
A díj kuratóriumának tagjai eredetileg: Forgách András, Karádi Éva, Radnóti Sándor, Tóth Krisztina és Várady Szabolcs. 2017-től mellettük Keresztury Tibor és Kornis Mihály tartozott a zsűribe, majd Keresztury Tibort 2019-től Márton László váltotta föl. Rajtuk kívül az előző évi díjazott is mindig tagja a következő évi kuratóriumnak. 
A zsűri munkáját 2016-tól háromtagú jelölőbizottság segíti, tagjai: Áfra János, Csuhai István és Pályi Márk. 2020-tól a jelölőbizottság hét főből áll, tagjai: Áfra János, Ayhan Gökhan, Csuhai István, Deres Kornélia, Harag Anita, Pályi Márk, Szálinger Balázs.
2023-tól kezdve a díjat pályázat útján ítélik oda, és nincs már szó jelölőbizottságról.

## A díjazottak
- 2010: Kemény Lili[1]
- 2011: Bognár Péter[7]
- 2012: Gazdag Péter[8]
- 2013: Balaskó Ákos[9]
- 2014: Beck Tamás[10]
- 2015: Szaniszló Judit[11]
- 2016: Orbán Roza[4]
- 2017: Fekete Ádám[2]
- 2018: Harag Anita[12]
- 2019: Gál Hunor[3]
- 2020: Szemethy Orsolya[13]
- 2021: Vados Anna[14]
- 2022: Rékai Anett[15]
- 2023: Kupihár Rebeka A heterók istenéhez című kötete[16]